# 일본 콥트 정교회
일본 콥트 정교회(日本コプト正教会)는 일본에 있는 콥트 정교회이다. 콥트 기독교인을 대상으로 사목을 하고 있다.

## 역사
오스트레일리아 시드니 교구가 일본에 처음으로 콥트 정교회를 설립하고 2004년부터 일본에서 활동하고 있다. 최초로 일본에서 집례된 콥트 정교회 예배는 2004년 5월 고베에서 거행되었다. 그후 콥트 정교회 예배가 오사카, 도쿄, 가고시마, 돗토리, 오카야마 등의 일본 각지에서 거행되었다. 일본 최초의 콥트 정교회 성당은 2016년 7월 18일 교토역에서 전철로 약 1시간가량 남쪽의 교토부 기즈가와 시내에 설립되었으며 다니엘 주교에 의해 성모 마리아 성마르코 정교회라고 명명되었다. 이 성모 마리아·성마르코 콥트 정교회의 헌당식에는 일본인, 이집트인, 에티오피아인, 에리트레아인, 이집트계 오스트레일리아인을 포함한 약 100명이 출석했다.
일본의 콥트 정교회는 일본 기독교 연합회의 정식 회원이며, 일본 사회에의 공헌을 위해, 크리스마스나 각종의 이벤트, 영어, 콥트어, 아랍어, 일본어, 그리고 프랑스어 등의 각종 어학원 개강등을 계획하고 있다.

## 같이 보기
- 콥트 정교회